# Stanisław Kazimierz Woyna
Stanisław Kazimierz Woyna herbu Trąby (zm. 11 lutego 1649 roku) – kuchmistrz wielki litewski w 1640 roku, ciwun gondyński w latach 1637–1649, dworzanin pokojowy Jego Królewskiej Mości, starosta połągowski.
Studiował na Uniwersytecie w Ingolstadt w 1617 roku i Uniwersytecie we Fryburgu w 1619 roku.
W 1648 roku podpisał elekcję Jana II Kazimierza Wazy z Księstwa Żmudzkiego.